# عبد الرحيم مقران
عبد الرحيم مقران (مواليد 20 أغسطس 1994) لاعب كرة قدم مغربي يجيد اللعب في الهجوم مع نادي السلام السعودي.
لعب لنادي شباب الريف الحسيمي منذ عام 2014 و أعاره إلى نادي جمعية سلا عام 2015 و أعاره إلى نادي اتحاد كلباء مطلع عام 2018 و يلعب مع منتخب المغرب للمحليين .

## روابط خارجية
- عبد الرحيم مقران على موقع قاعدة بيانات كرة القدم.إي يو (الإنجليزية)